# Mark R. Levin

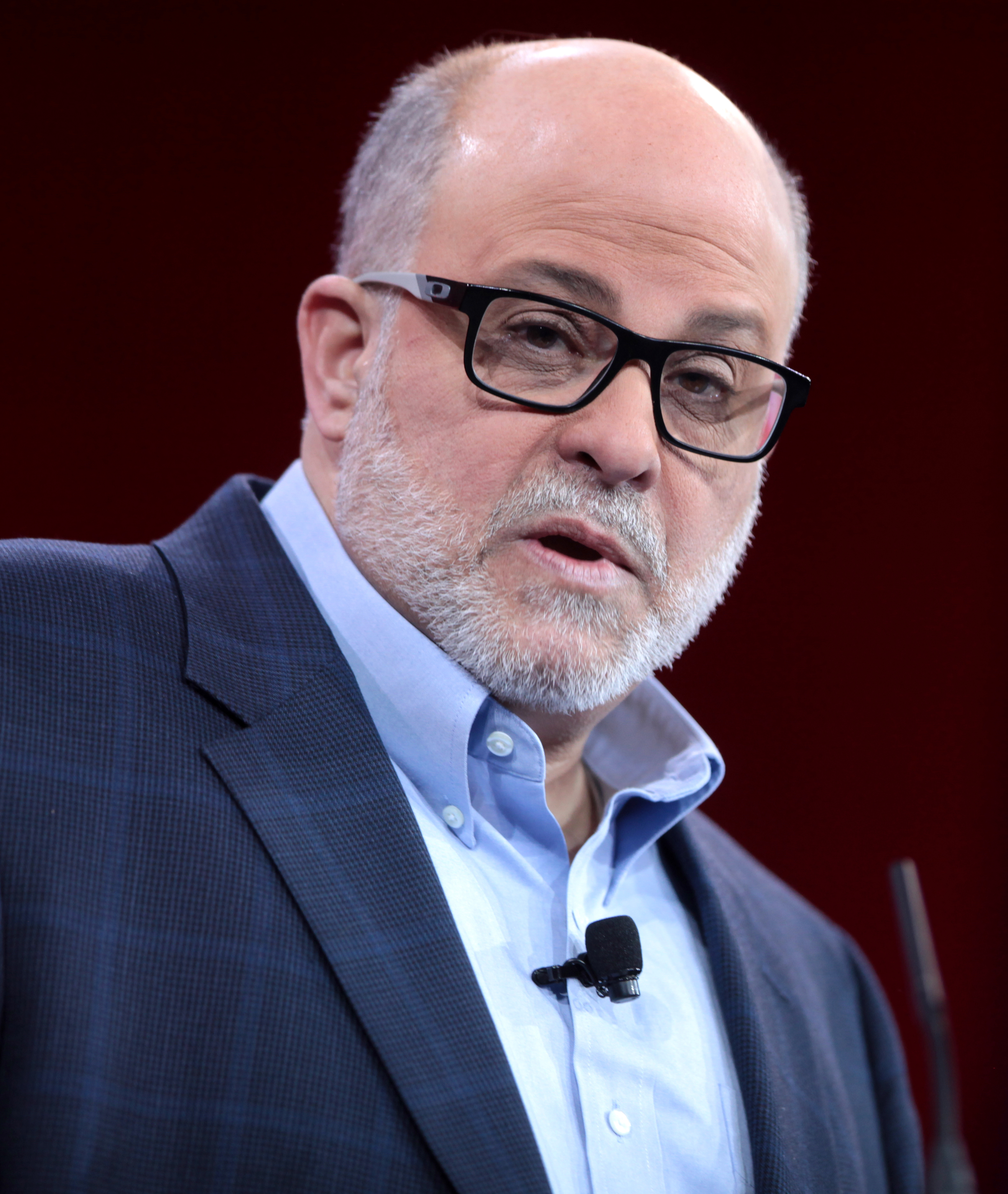
Mark Levin (2015)

Mark Reed Levin /lɛwín/ (* 21. September 1957) ist ein amerikanischer Rechtsanwalt, Autor, Hörfunkmoderator und konservativer Aktivist.
Levin arbeitete in der Regierung von US-Präsident Ronald Reagan, u. a. als Stabschef für den Attorney General Edwin Meese. Seit einigen Jahren nimmt er als Präsident der Landmark Legal Foundation Einfluss auf diverse gesellschaftliche Angelegenheiten wie etwa den anhaltenden Rechtsstreit um die Gesundheitsreformen, die unter US-Präsident Barack Obama ausgearbeitet und beschlossen wurden.
Levin schrieb mehrere Sachbücher, die zu Bestsellern wurden. Darüber hinaus tritt er als politischer Redner und Kommentator in Erscheinung. Seine Talkradio-Sendung The Mark Levin Show gehört zu den erfolgreichsten in den Vereinigten Staaten.

## Leben
Wuchs mit drei Brüdern in Erdenheim und Elkins Park auf. Beide Orte befinden sich im Montgomery County in Pennsylvania. Nach der Schulzeit der Cheltenham High School 1975, an der er das letzte Schuljahr „übersprungen“ hatte, studierte Levin an der Temple University und erhielt 1977 als Mitglied von Phi Beta Kappa seinen B.A. magna cum laude. Im selben Jahr war er als Administrator im Schulamt (school board) von Cheltenham Township (ebenfalls im Montgomery County). 1980 schloss er die Law School der Temple University mit einem Juris Doctor erfolgreich ab.
Anschließend arbeitete Levin kurzfristig für Texas Instruments, bis er in die Reagan-Administration kam. Dort arbeitete er als Berater und Administrator für mehrere Kabinettsmitglieder, so als Stabschef für den Attorney General Edwin Meese sowie als Deputy Assistant Secretary für Grundschulbildung und Sekundarschulwesen beim Bildungsministerium der Vereinigten Staaten und als Deputy Solicitor beim Innenministerium der Vereinigten Staaten. Anfang Januar 1998 war Levin als Anwalt für Meese tätig, als dieser versuchte, die Veröffentlichung von Unterlagen zur Iran-Contra-Affäre zu verhindern.
Seit den späten 1990er-Jahren ist Levin Präsident der Landmark Legal Foundation (LLF), einer in Leesburg, Virginia ansässigen 501(c)3-Organisation, für die er schon vorher in anderen Funktionen tätig war. Die seit 1976 existierende und mit einem jährlichen Budget von ca. $1,6 Millionen (Stand: 2008) sowie sechs Mitarbeitern, darunter hauptsächlich Anwälte, operierende Organisation verfolgt konservative Anliegen juristisch, darunter die Verteidigung der Verfassungsmäßigkeit von Bildungsgutscheinen, die Verfolgung der Environmental Protection Agency (EPA) wegen unsachgemäßer Dokumentation, der Lehrergewerkschaften auf Grund von Missbrauchs ihrer steuerfreien Mitgliedsbeiträge für politische Zwecke sowie des ehemaligen US-Präsidenten Bill Clinton wegen Meineids im Fall Paula Jones. Daneben betreibt sie auch Aktionen wie die im Februar 2007 erfolgte Nominierung von Rush Limbaugh für den Friedensnobelpreis.
Ca. Mitte 2002 begann Levin, eine vom Sender WABC ausgestrahlte Talkradio-Sendung zu moderieren. Mitte Juni 2003 folgte er Michael Savage auf dessen Sendeplatz von 19 bis 21 Uhr. Anfang September 2003 wurde seine Sendung auf den Sendeplatz von 18 bis 19 Uhr verschoben. Mitte Mai 2004 wurde die Sendung wieder auf zwei Stunden verlängert. Am 30. Januar 2006 begann ABC Radio Networks mit der landesweiten Syndikation von Levins Sendung. Derzeit wird die Sendung vom zweitgrößten Programmanbieter Westwood One US-weit vertrieben.
Levin kommentiert in der Sendung Nachrichten sowie die politische Lage, nimmt Anrufe von Hörern entgegen und interviewt konservative Politiker wie Michele Bachmann, Rick Santorum, Jim DeMint oder Sarah Palin, die in der Sendung bekanntgab, auf eine Kandidatur für die Nominierung zur US-Präsidentschaftswahl 2012 zu verzichten.
Levin schreibt als Contributing Editor für die konservative Zeitschrift National Review. Zudem schreibt er auch oft für die Zeitung The Washington Times und Human Events, beides ebenfalls konservative Blätter. Darüber hinaus tritt er gelegentlich als Kommentator im Fernsehen auf – meist bei Fox News Channel – und hält öffentlich Reden bei politischen Veranstaltungen, vornehmlich im Umfeld der Tea-Party-Bewegung.

## Kontroverse um Abhörung
Mark Levin warf Anfang März 2017 Barack Obamas Administration vor, in den letzten Monaten seiner Amtszeit Donald Trumps Wahlkampf und seine neue Regierung untergraben zu haben. Außerdem hielt er ihm Taktiken eines „Polizeistaates“ vor und forderte den Kongress auf, diese vermeintlichen Vorgänge zu untersuchen, an Stelle möglicher russischer Beeinflussungen des Wahlkampfes zu Gunsten Trumps. Der neu gewählte Präsident Trump bezichtigte daraufhin seinen Amtsvorgänger, seine Telekommunikation 2016 im Trump-Tower abgehört haben zu lassen. Beweise dafür nannte er nicht.

## Schriften
- Men In Black: How The Supreme Court is Destroying America. Regnery Pub., Washington, DC, 2005. ISBN 0-89526-050-6.
- Rescuing Sprite: A Dog Lover's Story of Joy and Anguish. Pocket Books, New York City 2007. ISBN 978-1-4165-5913-9.
- Liberty and Tyranny: A Conservative Manifesto. Threshold Editions, New York 2009. ISBN 978-1-4165-6285-6.
- Ameritopia: The Unmaking of America. Threshold Editions, New York 2012. ISBN 978-1-4391-7324-4.
- The Liberty Amendments: Restoring the American Republic. Threshold Editions, New York 2013. ISBN 978-1-4516-0627-0.
- Plunder and Deceit: Big Government's Exploitation of Young People and the Future. Threshold Editions, New York 2015. ISBN 978-1-4516-0633-1.
- Rediscovering Americanism: And the Tyranny of Progressivism. Threshold Editions, New York 2017. ISBN 978-1-4767-7345-2.
- American Marxism. Threshold Editions, New York 2021. ISBN 978-1-5011-3597-2.
- The Democrat Party Hates America. Threshold Editions, New York 2023. ISBN 978-1-5011-8315-7.